# Всемирная лютеранская федерация
Всемирная лютеранская федерация (англ. Lutheran World Federation, LWF, нем. Lutherischer Weltbund) или ВЛФ  — крупнейшее глобальное объединение национальных и региональных лютеранских конфессий со штаб-квартирой в Экуменическом центре в Женеве, Швейцария. Федерация была основана в шведском городе Лунд после Второй мировой войны в 1947 году для координации деятельности множества различных лютеранских церквей.
В настоящее время в состав федерации входят 149 церковных организаций в 99 странах, представляющих более 77 миллионов лютеран; по состоянию на 2022 год это шестое по величине христианское объединение. Федерация действует от имени своих церквей-членов в областях, представляющих общий интерес, таких как экуменические и межконфессиональные отношения, теология, гуманитарная помощь, права человека, общение, а также различные аспекты миссионерской работы.
31 октября 1999 года в Аугсбурге (Германия) ВЛФ подписала объединённую декларацию относительно доктрины оправдания с Римско-католической церковью. В ней заявляется, что церкви пытаются сузить теологические различия между этими двумя вероучениями. Декларация также заявляет, что взаимные осуждения XVI века между лютеранами и католиками не применяются. Подобное событие произошло в Кафедральном собор Лунда в 499-ю годовщину начала протестантской Реформации, когда Папа Римский Франциск посетил Сканию, южную провинцию Швеции.
119 из 145 церквей-членов (80%) рукополагают женщин на должности служителей.

## История, вероучение и структура
Федерация была основана в шведском городе Лунде после Второй мировой войны в 1947 году, путём реорганизации Всемирного лютеранского конвента. С 1984 года церкви-члены находятся между собой в «общении кафедры и алтаря», придерживаясь общей доктрины как основы членства и миссионерской деятельности.
В настоящее время ВЛФ включает 148 церквей-участников в 99 странах мира, представляющих 66.7 миллионов лютеран. Государственные церкви Исландии, Дании, Норвегии, и Финляндии и бывшая государственная Церковь Швеции, также являются её членами. ВЛФ действует от имени её членов в области общих интересов, например, экуменическое и межцерковное общение, богословие, гуманитарное сотрудничество, права человека, коммуникация и различные аспекты миссионерской работы.
Отдел всемирного служения (англ. Department for World Service) (DWS) — гуманитарное агентство ВЛФ. Оно проводит программы в 37 странах.
Необходимо заметить, что ВЛФ — это объединение либеральных церквей. Во многих из членов ВЛФ существует институт женского пасторства, в некоторых благословляют однополые союзы. Большая часть консервативных лютеран объединено в альтернативную церковную ассоциацию — Международный лютеранский совет.

## Крупнейшие церкви в составе федерации
Список крупнейших церквей-членов (число членов в миллионах; статистика на 2021 год):
1. Эфиопская евангелическая церковь Мекане Йесус (10.4)[7]
2. Евангелическо-лютеранская церковь Танзании (7.9)[8]
3. Церковь Швеции (5.9)[9]
4. Протестантская Христианская Церковь Батака (4.5)[10]
5. Церковь Дании (4.3)[11]
6. Малагасийская Лютеранская Церковь (4.0)[12]
7. Евангелическо-лютеранская церковь Финляндии (3.8)[13]
8. Церковь Норвегии (3.7)[14]
9. Евангелическая лютеранская церковь в Америке (3.6)[15]
10. Евангелическо-лютеранская церковь Андхра (3.0)[16]
11. Евангелическо-лютеранская церковь Ганновера (2.6)[17]
12. Евангелическо-лютеранская церковь Баварии (2.3)[17]
13. Лютеранская церковь Христа в Нигерии (2.2)[18]
14. Евангелическо-лютеранская церковь в Северной Германии (2.1)[17]
15. Евангелическо-лютеранская церковь в Вюртемберге (2.0)[17]
16. Протестантская церковь Нидерландов (1.7)[19]
17. Евангелическая лютеранская церковь в Намибии (0.9)[20]
18. Евангелическая церковь в центральной Германии (0.7)[17]
19. Евангелическо-лютеранская церковь Саксонии (0.7)[17]
20. Евангелическая церковь лютеранского исповедания в Бразилии (0.6)[21]
21. Евангелическо-лютеранская церковь в Южной Африке (0.6)[22]

В России и СНГ в ВЛФ входят лютеранские деноминации, составляющие Союз Евангелическо-лютеранских церквей.

## Руководство
Высшим органом федерации является Общее собрание (англ. Assembly, нем. Vollversammlung), между общими собраниями - совет (англ. Council, нем. Rat), высшее должностное лицо - Президент (англ. President, нем. Präsident)

### Список президентов
| Номер | Портрет | Имя                             | Годы                  | Церковь                                                                                       | Национальность |
| ----- | ------- | ------------------------------- | --------------------- | --------------------------------------------------------------------------------------------- | -------------- |
| 1     |         | Андерс Нюгрен (1890–1978)       | 1947–1952             | Церковь Швеции                                                                                | Швеция         |
| 2     |         | Ханс Лилье (1899–1977)          | 1952–1957             | Евангелическо-лютеранская церковь Ганновера                                                   | Германия       |
| 3     |         | Франклин Кларк Фрай (1900–1968) | 1957–1963             | Объединённая лютеранская церковь Америки (до 1962) Лютеранская церковь в Америке (после 1962) | США            |
| 4     |         | Фредрик Шайоц (1901–1989)       | 1963–1970             | Американская лютеранская церковь                                                              | США            |
| 5     |         | Микко Юва (1918–2004)           | 1970–1977             | Евангелическо-лютеранская церковь Финляндии                                                   | Финляндия      |
| 6     |         | Джозиа Кибира (1925–1988)       | 1977–1984             | Евангелическо-лютеранская церковь Танзании                                                    | Танзания       |
| 7     |         | Золтан Калди (1919–1987)        | 1984–1987             | Евангелическо-лютеранская церковь Венгрии                                                     | Венгрия        |
| 8     |         | Иоханнес Хансельман (1927–1999) | 1987–1990             | Евангелическо-лютеранская церковь Баварии                                                     | Германия       |
| 9     |         | Готфрид Бракемайер (род. 1937)  | 1990–1997             | Евангелическая церковь лютеранского исповедания в Бразилии                                    | Бразилия       |
| 10    |         | Кристиан Краузе (род. 1940)     | 1997–2003             | Евангелическо-лютеранская церковь в Брауншвейге                                               | Германия       |
| 11    |         | Марк Хансон (род. 1946)         | 2003–2010             | Евангелическая лютеранская церковь в Америке                                                  | США            |
| 12    |         | Муниб Юнан (род. 1950)          | 2010–2017             | Евангелическая лютеранская церковь Иордании и Святой земли                                    | Палестина      |
| 13    |         | Муса Филибус (род. 1960)        | 2017–2023             | Лютеранская церковь Христа в Нигерии                                                          | Нигерия        |
| 14    |         | Хенрик Стубкьер (род. 1961)     | 2023– настоящее время | Церковь Дании                                                                                 | Дания          |

### Генеральный секретарь
Совет Всемирной лютеранской федерации избирает Генерального секретаря сроком на семь лет. Назначенное лицо имеет право на переизбрание. Генеральный секретарь руководит делами федерации при помощи руководящей группы Офиса общины, в которую входят руководители отделов и подразделений, назначенные советом, и выполняет решения Ассамблеи и Совета. 19 июня 2021 года Совет ВЛФ избрал эстонского богослова Анне Бургхардт следующим генеральным секретарем. Она первая женщина, занявшая эту должность и вступившая в должность 1 ноября того же года.
| Номер | Имя                                  | Церковь              | Национальность |
| ----- | ------------------------------------ | -------------------- | -------------- |
| 1     | Сильвестер Михельфельдер (1889–1951) | 1947–1951            | США            |
| 2     | Карл Лунд-Квист (1908–1965)          | 1951–1960            | США            |
| 3     | Курт Шмидт-Клаузен (1920–1993)       | 1960–1965            | Германия       |
| 4     | Андре Аппель (1921–2007)             | 1965–1974            | Франция        |
| 5     | Карл Хеннинг Мау (1922–1995)         | 1974–1985            | США            |
| 6     | Гуннар Стилсетт (род. 1935)          | 1985–1994            | Норвегия       |
| 7     | Ишмаэль Ноко (род, 1943)             | 1994–2010            | Зимбабве       |
| 8     | Мартин Юнге (род. 1961)              | 2010–2021            | Чили           |
| 9     | Энн Бургхардт (род. 1975)            | 2021-настоящее время | Эстония        |

## Церкви — члены Федерации
- Ангола

Евангелическая лютеранская церковь Анголы
- Аргентина

Евангелическая церковь Ла-Платы
Объединенная евангелическая лютеранская церковь
- Австралия

Лютеранская церковь Австралии (ассоциированный член)
- Австрия

Евангелическая церковь Аугсбургского и Гельветского исповедания Австрии#Евангелическая церковь Аугсбургского исповедания Австрии
- Бангладеш

Бангладешская лютеранская церковь
Бангладешская северная евангелистская лютеранская церковь
- Беларусь

Евангелическо-лютеранская церковь в Республике Беларусь
- Бельгия

Лютеранская церковь Бельгии — Арлон и Христианская миссия
- Боливия

Боливийская евангелическая лютеранская церковь
Немецкоговорящая евангелистская лютеранская конгрегация Боливии
- Ботсвана

Евангелическая лютеранская церковь Ботсваны
- Бразилия

Евангелическая церковь лютеранского исповедания Бразилии
- Великобритания

Лютеранская церковь Великобритании
Лютеранский совет Великобритании
- Венгрия

Евангелическая лютеранская церковь Венгрии
- Венесуэла

Евангелическая лютеранская церковь Венесуэлы
- Гайана

Евангелическая лютеранская церковь Гайаны
- Гана

Евангелическая лютеранская церковь Ганы
- Гватемала

Лютеранская конгрегация Эпифани
- Германия:

Церковь Липпе (лютеранская секция)
Евангелическая лютеранская церковь Бадена
Евангелическо-лютеранская церковь Баварии
Евангелическая лютеранская церковь Брауншвейга
Евангелическая лютеранская церковь Ганновера
Евангелическая лютеранская церковь Мекленбурга
Евангелическая церковь Померании
Евангелическая лютеранская церковь Саксонии
Евангелическая лютеранская церковь Шаумбург-Липпе
Евангелическая лютеранская церковь Ольденбурга
Евангелическая Лютеранская Церковь Тюрингии
Евангелическая церковь Вюртемберга
Латвийская евангелическая лютеранская церковь за границей
Северно-Эльбская евангелическая лютеранская церковь
- Гондурас

Христианская лютеранская церковь Гондураса
- Грузия

Евангелическо-лютеранская церковь в Грузии и на Южном Кавказе (Союз ЕЛЦ)
- Дания

Церковь Датского Народа
- Замбия

Евангелическая лютеранская церковь Замбии
- Зимбабве

Евангелическая лютеранская церковь Зимбабве
- Израиль

Евангелическая лютеранская церковь Иордании и Святой земли
- Индия

Андхра евангелическо-лютеранская церковь
Аркот Лютеранская церковь
Евангелическо-лютеранская церковь гималайских штатов
Евангелическо-лютеранская церковь Мадья-Прадеша
Госснер Евангелическо-лютеранская церковь Чотанагпура и Ассама
Индийская евангелическо-лютеранская церковь
Джейпурская евангелическо-лютеранская церковь
Северная евангелическо-лютеранская церковь
Южно-Андхра лютеранская церковь
Тамильская евангелическо-лютеранская церковь
- Индонезия

Батакская христианская объединённая церковь
Христианское сообщество церкви Индонезии в Ниасе
Христианская протестантская церковь Индонезии
Христианская протестантская церковь Ангколы
Индонезийская христианская церковь
Индонезийская христианская лютеранская церковь
Пакпак Даири христианская протестантская церковь
Протестантская церковь христианина Батак
Протестантская христианская церковь
Протестантская христианская церковь Ментавая
Христианская протестантская церковь Сималунгум
Объединенная протестантская церковь
- Иордания

Евангелическая лютеранская церковь Иордании и Святой земли
- Ирландия

Лютеранская церковь Ирландии
- Исландия

Евангелическая лютеранская церковь Исландии
- Италия

Евангелическо-лютеранская церковь Италии
- Казахстан

Евангелическо-лютеранская церковь в Республике Казахстан (Союз ЕЛЦ)
- Камерун

Церковь лютеранских братьев Камеруна
Евангелистская лютеранская церковь Камеруна
- Канада

Эстонская евангелическая лютеранская церковь за границей
Евангелическая лютеранская церковь Канады
- Кения

Евангелическо-лютеранская церковь в Кении
Кенийская евангелическая лютеранская церковь
- Гонконг

Китайский Рейнский церковный гонконгский Синод
Евангелическая лютеранская церковь Гонконга
Лютеранская церковь Гонконга и Макао
Сунгцзань (Чунчжэнь) Миссия Гонконга
- Колумбия

Евангелическая лютеранская церковь Колумбии
Лютеранская конгрегация Святого Матфея
Лютеранская конгрегация Святого Мартина
- Демократическая Республика Конго

Евангелическая лютеранская церковь в Конго
- Республика Корея

Лютеранская церковь в Корее
- Коста-Рика

Евангелическая лютеранская церковь Коста-Рики
Коста-риканская лютеранская церковь
- Кыргызстан

Евангелическо-лютеранская церковь в Киргизской Республике (Союз ЕЛЦ)
- Латвия

Евангелическо-лютеранская церковь Латвии
- Либерия

Лютеранская церковь Либерии
- Литва

Евангелическая лютеранская церковь Литвы
- Мадагаскар

Малагасийская лютеранская церковь
- Малави

Евангелистская лютеранская церковь Малави
- Малайзия

Базельская христианская церковь Малайзии
Евангелическая лютеранская церковь Малайзии
Лютеранская церковь Малайзии и Сингапуре
Протестантская церковь Саба
- Мексика

Немецкоговорящая евангелическая конгрегация в Мексике
Мексиканская лютеранская церковь
- Мозамбик

Евангелическая лютеранская церковь в Мозамбике
- Мьянма

Евангелическая лютеранская церковь Мьянмы
- Намибия

Евангелическая лютеранская церковь в Намибии (ELCIN)
Евангелическая лютеранская церковь Намибии (ELCIN — GELC)
Евангелическая лютеранская церковь Республики Намибии
- Нидерланды

Протестантская церковь Нидерландов
- Никарагуа

Никарагуанская лютеранская церковь Веры и Надежды
- Нигерия

Лютеранская церковь Нигерии
Лютеранская церковь Христа Нигерии
- Норвегия

Церковь Норвегии
Евангелическая лютеранская свободная церковь Норвегии
- Папуа — Новая Гвинея

Евангелическая лютеранская церковь Папуа-Новой Гвинеи
Gutnius Лютеранская церковь
- Перу

Евангелическая лютеранская церковь Перу
Перуанская лютеранская евангелическая церковь
- Польша

Евангелическая церковь Аугсбургского исповедания Польши
- Россия

Евангелическо-лютеранская церковь России (Союз ЕЛЦ)
Евангелическо-лютеранская церковь Ингрии (также полноправный член МЛС)
- Руанда

Лютеранская церковь Руанды
- Румыния

Евангелическая церковь Аугсбургского исповедания Румынии
Евангелическо-лютеранская церковь Румынии
- Сальвадор

Сальвадорский лютеранский синод
- Сенегал

Лютеранская церковь Сенегала
- Сербия

Словацкая евангелическая церковь Аугсбургского исповедания Сербии
- Сингапур

Лютеранская церковь Сингапура
- Словакия

Евангелическая церковь Аугсбургского исповедания Словакии
- Словения

Евангелическая церковь Аугсбургского исповедания в Словении
- США

Евангелическая лютеранская церковь в Америке
Литовская евангелическая лютеранская церковь в Диаспоре
- Суринам

Евангелическая лютеранская церковь Суринама
- Сьерра-Леоне

Евангелическая лютеранская церковь Сьерра-Леоне
- Таиланд

Евангелическая лютеранская церковь Таиланда
- Китайская Республика

Лютеранская церковь Тайваня
Тайваньская лютеранская церковь
- Танзания

Евангелическо-лютеранская церковь Танзании
- Узбекистан

Евангелическо-лютеранская церковь в Узбекистане (Союз ЕЛЦ)
- Украина

Немецкая евангелическо-лютеранская церковь Украины (Союз ЕЛЦ)
- Филиппины

Лютеранская церковь Филиппин
- Финляндия

Евангелическо-лютеранская церковь Финляндии
- Франция

Церковь Аугсбургского исповедания Эльзаса и Лотарингии
Евангелическая лютеранская церковь Франции
Малагасийская протестантская церковь Франции
- Хорватия

Евангелическая церковь Хорватии
- Центральноафриканская Республика

Лютеранская церковь Центральноафриканской Республики
- Чехия

Евангелическая церковь чешских братьев
Силезская евангелическая церковь Аугсбургского исповедания
- Чили

Евангелическая лютеранская церковь Чили
Лютеранская церковь Чили
- Швейцария

Федерация евангелических лютеранских церквей Швейцарии и Княжества Лихтенштейн
- Швеция

Церковь Швеции
- Шри-Ланка

Ланкийская лютеранская церковь
- Эквадор

Евангелическая лютеранская церковь Эквадора
- Эритрея

Евангелическая церковь Эритреи
- Эстония

Эстонская евангелическо-лютеранская церковь
- Эфиопия

Эфиопская евангелическая церковь Мекане Йесус
- ЮАР

Евангелическая лютеранская церковь Южной Африки
Евангелическая лютеранская церковь Южной Африки (Церковь Мыса)
Евангелическая лютеранская церковь Южной Африки (N-T)
Моравская церковь в Южной Африке
- Япония

Японская евангелическая лютеранская церковь
Японская лютеранская церковь (ассоциированный член)
Кинки Евангелическая лютеранская церковь

### Комментарии
1. ↑  установление и регуляция происходит в рамках индивидуальных двухсторонних договоров сотрудничества между церквями